# Střední průmyslová škola
Střední průmyslová škola poskytuje formální vzdělání a je jedním typů střední školy v České republice (odpovídá 3. stupni v ISCED). Žáci na ní získají úplné střední odborné vzdělání zakončené maturitní zkouškou především v technických oborech (strojírenství, elektrotechnika, informatika, stavebnictví), ale také v přidružených oborech ekonomických a managerských. Délka studia činí čtyři roky. Absolventi mohou nastoupit do praxe v technicko-hospodářských a ekonomických oborech nebo mohou dále studovat na vyšší odborné škole nebo vysoké škole.

## Typy středních průmyslových škol
- dopravní
- elektrotechnická
- strojní
- chemická
- sdělovací techniky
- stavební
- uměleckoprůmyslová